# طبیعت بیجان (فیلم ۱۳۵۴)
طبیعت بی‌جان نام فیلمی سینمایی است که سهراب شهید ثالث در سال ۱۳۵۳ ساخت. نویسنده فیلمنامه فیلم نیز شهیدثالث بود و مدیریت فیلمبرداری آن را هوشنگ بهارلو برعهده داشت. این فیلم زندگی سوزن‌بان پیری که با همسرش در منطقه‌ای دورافتاده زندگی می‌کند را نمایش می‌دهد.
تهیه‌کننده این فیلم پرویز صیاد بود و تدوین آن را روح‌الله امامی انجام داد. اجرای تیتراژ و طراح پوستر فیلم نیز مرتضی ممیز بوده است.
اگرچه بازیگران این فیلم غیرحرفه ای هستند این فیلم برنده دیپلم هیئت داوران پروتستان و یک هزار مارک جایزه نقدی، دیپلم هیئت داوران کاتولیک و چهار هزار مارک جایزه نقدی و نامزد خرس طلایی برای بهترین کارگردان از جشنواره فیلم برلین شده است.
این فیلم در نظرسنجی منتقدان و نویسندگان ماهنامه سینمایی فیلم به عنوان یکی از بهترین فیلم‌های تاریخ سینمای ایران انتخاب شده است.

## موضوع فیلم
زوجی سالخورده در منطقه‌ای دورافتاده زندگی می‌کنند. پیرمرد که سوزن‌بان است حکم بازنشستگی‌اش را دریافت می‌کند و باید جایش را به یک جوان بدهد.

## جشنواره‌ها و جایزه‌ها
| جشنواره                           | جایزه                                                       |
| --------------------------------- | ----------------------------------------------------------- |
| جشنواره فیلم برلین                | نامزد خرس طلایی بهترین کارگردانی                            |
| جشنواره فیلم برلین                | برنده دیپلم هیئت داوران پروتستان و یک هزار مارک جایزه نقدی  |
| جشنواره فیلم برلین                | برنده دیپلم هیئت داوران کاتولیک و چهار هزار مارک جایزه نقدی |
| جشنواره بین‌المللی فیلم جزایر فارو | برنده جایزه بهترین فیلم و فیلمنامه                          |
| جشنواره بین‌المللی فیلم بنالمادنا  | برنده جایزه بهترین فیلم                                     |